# Distretto di Nanshan
Il distretto di Nanshan (南山区S, Nánshān QūP) è un distretto della Cina, situato nella provincia del Guangdong e amministrato dalla città di Shenzhen.